# Nogometni Klub Široki Brijeg
L'NK Široki Brijeg, o più semplicemente Široki Brijeg, è una società calcistica bosniaca con sede nell'omonima città fondata nel 1948.
Gioca nella massima divisione bosniaca fin dalla sua istituzione nella stagione 2000-2001.

## Storia
La squadra venne fondata nel 1948 col nome FK Mladost-Dubint Široki Brijeg e primo presidente fu Bozo Kvesić. Giocò nei campionati regionali arrivando come massimo traguardo al campionato nazionale bosniaco, terza serie del campionato jugoslavo.
Con l'indipendenza, a causa della guerra in Bosnia ed Erzegovina, vennero create tre federazioni che organizzarono campionati distinti. Il Široki partecipò al campionato della Repubblica Croata dell'Erzeg-Bosnia e vinse le prime cinque edizioni. Con l'unificazione dei tornei la squadra partecipò sempre alla Premijer Liga Bosne i Hercegovine vincendola in due occasioni e arrivando secondo in altre tre. Al suo palmarès vanno aggiunte due coppe nazionali.
Nell'UEFA Europa League 2013-2014 la squadra bosniaca parte dal secondo turno preliminare sfidando i kazaki dell'FC Irtysh Pavlodar. All'andata in Kazakistan i bosniaci perdono 3-2, ma al ritorno in Bosnia-Erzegovina la squadra di casa vince 2-0 (gol di Vedran Ješe e di Jure Ivanković) e passa il turno affrontando l'Udinese nel terzo turno preliminare, perdendo all'andata in casa 3-1 e la sfida di ritorno a Trieste 4-0, venendo estromessa dalla competizione.

## Strutture

### Stadio
Il club gioca le gare casalinghe al Pecara, costruito nel 1953, con una capacità di 8.000 posti a sedere.

## Palmarès

### Competizioni nazionali
- Campionato bosniaco: 2

2003-2004, 2005-2006
- Coppa della Bosnia ed Erzegovina: 3

2006-2007, 2012-2013, 2016-2017
- Prva liga Herceg-Bosne: 5

1993-1994, 1994-1995, 1995-1996, 1996-1997, 1997-1998

### Altri piazzamenti
- Campionato bosniaco:

Secondo posto: 2001-2002, 2007-2008, 2009-2010, 2011-2012, 2013-2014
Terzo posto: 2004-2005, 2015-2016, 2018-2019
- Coppa di Bosnia:

Finalista: 2004-2005, 2005-2006, 2011-2012, 2014-2015, 2018-2019, 2024-2025
Semifinalista: 2000-2001, 2008-2009, 2010-2011, 2012-2013, 2013-2014, 2019-2020, 2023-2024

## Statistiche e record

### Statistiche nelle competizioni UEFA
Tabella aggiornata alla fine della stagione 2024-2025.
| Competizione                  | Partecipazioni | G  | V  | N  | P  | RF | RS |
| ----------------------------- | -------------- | -- | -- | -- | -- | -- | -- |
| UEFA Champions League         | 2              | 6  | 3  | 1  | 2  | 4  | 5  |
| Coppa UEFA/UEFA Europa League | 14             | 48 | 15 | 10 | 23 | 57 | 74 |
| UEFA Conference League        | 1              | 2  | 1  | 0  | 1  | 3  | 4  |

## Organico

### Stagione 2024-2025
Dati aggiornati al 18 aprile 2025.
| N. |                                 | Ruolo | Calciatore      |
| -- | ------------------------------- | ----- | --------------- |
| 1  | Croazia (bandiera)              | P     | Marin Topić     |
| 2  | Croazia (bandiera)              | D     | Ivan Pranjić    |
| 3  | Bosnia ed Erzegovina (bandiera) | D     | Lovro Musa      |
| 4  | Bosnia ed Erzegovina (bandiera) | C     | Božo Prušina    |
| 5  | Croazia (bandiera)              | D     | Matej Senić     |
| 6  | Austria (bandiera)              | D     | Stipe Vučur     |
| 7  | Bosnia ed Erzegovina (bandiera) | C     | Ivan Jukić      |
| 8  | Bosnia ed Erzegovina (bandiera) | C     | Damir Zlomislić |
| 10 | Bosnia ed Erzegovina (bandiera) | C     | Zvonimir Kožulj |
| 11 | Bosnia ed Erzegovina (bandiera) | A     | Ilija Bagarić   |
| 15 | Burkina Faso (bandiera)         | C     | Cyrille Kpan    |
| 16 | Bosnia ed Erzegovina (bandiera) | C     | Mato Stanić     |
| 17 | Croazia (bandiera)              | C     | Franjo Posavac  |
| 18 | Bosnia ed Erzegovina (bandiera) | C     | Marko Matić     |

| N. |                                 | Ruolo | Calciatore              |
| -- | ------------------------------- | ----- | ----------------------- |
| 19 | Bosnia ed Erzegovina (bandiera) | C     | Filip Matić             |
| 20 | Croazia (bandiera)              | D     | Matija Kolarić          |
| 21 | Bosnia ed Erzegovina (bandiera) | A     | Daniel Lukić            |
| 23 | Croazia (bandiera)              | A     | Miroslav Iličić         |
| 24 | Bosnia ed Erzegovina (bandiera) | C     | Filip Taraba (capitano) |
| 25 | Brasile (bandiera)              | C     | Marcinho                |
| 26 | Bosnia ed Erzegovina (bandiera) | D     | Božo Musa               |
| 27 | Croazia (bandiera)              | A     | Domagoj Jelavić         |
| 31 | Bosnia ed Erzegovina (bandiera) | D     | Filip Mekić             |
| 40 | Croazia (bandiera)              | P     | Renato Josipović        |
| 51 | Bosnia ed Erzegovina (bandiera) | P     | Ivan Puljić             |
| 90 | Bosnia ed Erzegovina (bandiera) | C     | Tomislav Tomić          |
| 95 | Croazia (bandiera)              | D     | Patrick Stanić          |

## Rose delle stagioni precedenti
- 2008-2009
- 2012-2013
- 2013-2014
- 2017-2018

## Ranking UEFA
| Posizione | Squadra          | Punti |
| --------- | ---------------- | ----- |
| 238       | Dila Gori        | 3.333 |
| 239       | Tirana           | 3.333 |
| 240       | WIT Georgia      | 3.333 |
| 305       | Široki Brijeg    | 3.316 |
| 306       | Borac Banja Luka | 3.316 |
| 307       | Sūduva           | 3.300 |
| 308       | Bangor City      | 3.266 |